# Bernd Niesecke
Bernd Niesecke (30 ottobre 1958) è un ex canottiere tedesco.

## Palmarès

### Olimpiadi
- 1 medaglia:
  - 1 oro (Seul 1988 nel quattro con)

### Mondiali
- 6 medaglie:
  - 3 ori (Monaco di Baviera 1981 nel quattro con; Nottingham 1986 nel quattro con; Copenaghen 1987 nel quattro con)
  - 2 argenti (Lucerna 1982 nell'otto; Duisburg 1983 nel quattro con)
  - 1 bronzo (Hazewinkel 1985 nel quattro con)

### Giochi dell'Amicizia
- 1 medaglia:
  - 1 argento (Mosca 1984 nell'otto)